# Луга долин и предгорий Монтаны
Луга́ доли́н и предго́рий Монта́ны (англ. Montana Valley and Foothill grasslands) — экологический регион на северо-западе Северной Америки, на севере США и в Канаде.

## Расположение
Зона представляет собой холмистые луга и речные долины предгорий Скалистых гор в штате США Монтана и в канадской провинции Альберта. Она в основном занимает склон Скалистых гор, где с ними соприкасаются Великие равнины, поэтому расположена в районе континентального водораздела. По предгорьям протекают реки Миссури, Кларк-Форк, Биттеррут и другие. Также к экорегиону относятся отдалённые изолированные зоны ареалов, такие как долина реки Боу в Альберте. Климат умеренный, тёплый благодаря ветру чинук, который приносит сухой тёплый воздух летом (в среднем 14 °C) и зимой, поэтому зимы в экорегионе мягкие для таких широт (в среднем −8 °C).